# Abrogans
L'Abrogans, ou Codex Abrogans (St. Gall, Stiftsbibliothek, Cod. 911), est probablement le plus ancien livre encore existant en langue allemande. Ce manuscrit est un dictionnaire de synonymes (ou glossaire, ou liste de mots) du latin en vieux haut-allemand et date du VIIIe siècle (765–775). Plusieurs copies ont été faites, mais une seule existe encore ; elle se trouve à la Bibliothèque de l'abbaye de Saint-Gall en Suisse.
Ce codex est nommé d'après la première entrée du glossaire : abrogans = dheomodi (Allemand moderne : demütig = modeste, humble). Il contient environ 3 670 termes en vieux haut-allemand, avec environ 14 600 exemples. L’œuvre est parfois attribuée au prélat alémanique Aribon de Freising (mort en 783 ou 784), le premier auteur de langue tudesque connu.